# 1926 en cyclisme
| Années du cyclisme : 1923 - 1924 - 1925 - 1926 - 1927 - 1928 - 1929    |
| Décennies du cyclisme : 1890 - 1900 - 1910 - 1920 - 1930 - 1940 - 1950 |

Les faits marquants de l'année 1926 en cyclisme.

## Par mois

### Mars
- 21 mars : le Belge Denis Verschueren gagne le Tour des Flandres.

### Avril
- 4 avril : le Belge Julien Delbecque gagne Paris-Roubaix.
- 4 avril : l'Espagnol Jésus Sarduy gagne le Grand Prix de Pâques.
- 15 avril : 1re manche du championnat d'Italie sur route, comme l'an dernier l'Italien Costante Girardengo remporte Milan-San Remo. c'est sa cinquième victoire en tout dans cette épreuve.
- 25 avril : le Français Pierre Bachellerie gagne la Polymultipliée pour la deuxième fois.
- 25 avril : le Français François Urago gagne la première édition du Grand Prix de Cannes.

### Mai
- 2 mai : le Belge Dieudonné Smets gagne Liège-Bastogne-Liège.
- 2 mai : le Suisse Henri Suter gagne Paris-Tours.
- 2 mai : 2e manche du championnat d'Italie sur route, l'Italien Alfredo Binda gagne le Tour du Piémont.
- 5 mai : le Suisse Albert Blattman gagne le Championnat de Zurich.
- 15 mai : départ du Tour d'Italie.
- 16 mai : le Belge Jan Debusschere gagne le Tour de Belgique.
- 16 mai : le Luxembourgeois Nicolas Frantz est champion du Luxembourg sur route pour la quatrième fois d'affilée.
- 30 mai mai : le Belge Adelin Benoit gagne Bordeaux-Paris.

### Juin
- 6 juin : le Tour d'Italie est remporté par l'Italien Giovanni Brunero pour la troisième fois.
- 6 juin : le Belge Denis Verschuren gagne Paris-Bruxelles.
- 13 juin : l'Italien Mario Bonvicini gagne les Trois vallées varésines.
- 13 juin : le Français Théodore Ladron gagne Paris-Bourges. Ensuite l'épreuve entre en sommeil jusqu'en 1947.
- 13 juin : le Néerlandais Klaas Van Nek devient champion des Pays-Bas sur route.
- 13 juin : le Suisse Henri Suter est champion de Suisse sur route pour la quatrième fois.
- 20 juin : 3e manche du championnat d'Italie sur route, l'Italien Costante Girardengo gagne le Tour de Romagne pour la deuxième fois.
- 20 juin : départ du Tour de France, c'est le plus long de l'histoire  avec 5745 kilomètre à accomplir en 17 étapes. Devant un tel parcours ce Tour ne sera pas animé par les coureurs dont l'objectif sera principalement de terminer à Paris. La capitale pour la première fois n'est pas le lieu de départ de l'épreuve, qui s'élance depuis Evian pour accomplir un Tour complet de l'hexagone. De retour à Evian les coureurs ont 2 étapes à accomplir jusqu'à Paris. Ceci était voulu pour placer la dernière étape de montagne à 48 heures de l'arrivée. Les favoris sont l'Italien Ottavio Bottecchia, le Belge Adelin Benoit et à un degré moindre le Luxembourgeois Nicolas Frantz et l'Italien Bartolomeo Aimo. Le Belge Jules Buysse (frère de Lucien qui termine 15eme à 23 minutes 35 secondes) gagne la 1ere étape Evian-Mulhouse qui emprunte le col de la Faucille et prend le maillot jaune, 2eme le Belge Camille Van de Casteele à 13 minutes 6 secondes, 3eme le Français Léon Parmentier même temps. Ces 2 derniers font partie d'un groupe de 10 hommes où figure le Belge Adelin Benoit 6eme. L'Italien Ottavio Bottecchia a bien démarré le Tour en Franchissant en tête le col de la Faucille, mais termine 16eme à 34 minutes 17 secondes. Le Luxembourgeois Nicolas Frantz est 20eme à 50 minutes 27 secondes et l'Italien Bartolomeo Aimo finit 35eme à 1 heure 16 minutes.
- 22 juin : le Belge Aimé Dossche gagne au sprint la 2eme étape du Tour de France Mulhouse-Metz, 2eme le Belge Félix Sellier, 3eme le Belge Joseph Van Dam, puis tous les favoris même temps à l'exception de l'Italien Ottavio Bottecchia 29eme à 4 minutes 49 secondes. Pas de changement en tête du classement général.
- 24 juin : le Belge Gustave Van Slembrouck gagne, devant son compagnon d'échappée, la 3eme étape du Tour de France Metz-Dunkerque et prend le maillot jaune, 2eme le Belge Albert Dejonghe même temps, 3eme le Belge Adelin Benoit à 10 minutes 45 secondes. d'autres hommes suivent et à 12 minutes 22 secondes arrivent un groupe comprenant : le Belge Camille de Casteele 8eme, le Luxembourgeois Nicolas Frantz 9eme, le Belge Lucien Buysse 12eme. Puis le Français Léon Parmentier termine 16eme à 18 minutes 5 secondes. L' Italien Ottavio Bottecchia est 17eme à 19 minutes 23 secondes, le Belge Jules Buysse finit 18eme dans sa roue et perd le maillot jaune. Au classement général. Van Slembrouck possède 1 minute 9 secondes d'avance sur Dejonghe second et 6 minutes 17 secondes sur Jules Buysse 3eme. Lucien Buysse est 9eme à 22 minutes 51 secondes, Bottecchia est 11eme à 45 minutes 23 secondes et Frantz est 12eme à 49 minutes 43 secondes. L'Italien Bartolomeo Aimo est à 1 heure 24 minutes. Ce classement devant la torpeur du peloton se maintiendra jusqu'aux Pyrénées.
- 26 juin : le Belge Félix Sellier gagne au sprint la 4eme étape du Tour de France Dunkerque-Le Havre, 2eme le Luxembourgeois Nicolas Frantz, 3eme le Belge Camille Van de Casteele, puis tout le peloton.
- 28 juin : le Belge Adelin Benoit gagne au sprint la 5eme étape du Tour de France Le Havre-Cherbourg, 2eme le Français Romain Bellenger, 3eme le Belge Joseph Van Dam, puis tout le peloton.
- 30 juin : le Belge Joseph Van Dam gagne au sprint la 6eme étape du Tour de France Cherbourg-Brest, après le déclassement du Belge Félix Sellier pour sprint irrégulier, 2eme Sellier, 3eme le Belge Aimé Dossche, puis tout le peloton.

### Juillet
- 2 juillet : le Luxembourgeois Nicolas Frantz gagne au sprint la 7eme étape du Tour de France Brest-Les Sables d'Olonne, 2eme le Belge Adelin Benoit, 3eme le Belge Aimé Dossche, puis tout le peloton. .
- 3 juillet : le Belge Lucien Van Dam gagne au sprint la 8eme étape du Tour de France Les Sables d'Olonne-Bordeaux, 2eme le Luxembourgeois Nicolas Frantz, 3eme le Belge Félix Sellier, puis tout le peloton.
- 4 juillet : le Luxembourgeois Nicolas Frantz gagne au sprint la 9eme étape du Tour de France Bordeaux-Bayonne, 2eme le Belge Joseph Van Dam, 3eme le Belge Félix Sellier, puis tout le peloton.
- 6 juillet : le Belge Lucien Buysse gagne en solitaire la 10eme étape du Tour de France Bayonne-Luchon qui emprunte les cols d'Aubisque, du Tourmalet, d'Aspin et de Peyresourde, 2eme l'Italien Bartolomeo Aimo à 25 minutes 48 secondes, 3eme le Belge Léon Devos à 29 minutes 49 secondes, 4eme le Belge Théophile Beeckmam à 40 minutes, 5eme le Luxembourgeois Nicolas Frantz à 42 minutes 19 secondes. Le Belge Odile Taillieu est 8eme à 48 minutes 19 secondes, le Belge Albert Dejonghe est 12eme à 1 heure 8 minutes, le Belge Gustave Van Slembrouck termine 20eme à 1 heure 50 minutes et perd le maillot jaune. Le Belge Lucien Buysse finit 23eme à 1 heure 56 minutes. L'étape fut disputée sous un violent orage et dans un froid glacial. L'Italien Ottavio Bottechia et le Belge Adelin Benoit abandonnent. Au classement général, Lucien Buysse prend le maillot jaune, 2eme Taillieu à 36 minutes 14 secondes, 3eme Dejonghe à 42 minutes 50 secondes.
- 8 juillet : le Belge Lucien Buysse gagne en solitaire la 11eme étape du Tour de France Luchon-Perpignan qui emprunte les cols du Portet d'Aspet, de Port et du Puymorens, 2eme son frère Jules Buysse à 7 minutes 16 secondes, 3eme le Belge Jen Mertens à 16 minutes 50 secondes. Arrivent à 17 minutes 51 secondes : Le Luxembourgeois Nicolas Frantz 4eme, le Belge camille Van Casteele 5eme, le Français Romain Bellenger 6eme et le Belge Albert Dejonghe 7eme. Le Belge Odile Taillieu est 18eme à 37 minutes 18 secondes. Au classement général, sauf accident Lucien Buysse a gagné le Tour, 2eme Dejonghe à 1 heure 4 minutes, 3eme Taillieu à 1 heure 13 minutes.
- 10 juillet : le Luxembourgeois Nicolas Frantz gagne au sprint la 12eme étape du Tour de France Perpignan-Toulon, 2eme le Belge Félix Sellier, 3eme le Français Georges Cuvelier, 4eme le Français Marcel Bidot, tous même temps. Le Belge Lucien Buysse est 6eme à 2 minutes 36 secondes, le Belge Odile Taillieu est 9eme à 9 minutes 19 secondes et le Belge Albert Dejonghe est 16eme à 18 minutes 48 secondes. Au classement général : 1er Lucien Buysse, 2eme Taillieu à 1 heure 18 minutes, 3eme Dejonghe à 1 heure 19 minutes.
- 12 juillet : le Luxembourgeois Nicolas Frantz gagne au sprint la 13eme étape du Tour de France Toulon-Nice qui après un 1ere passage à Nice emprunte les cols de Braus, de Castillon et de la Turbie (la boucle de Sospel), 2eme le Français Marcel Bidot même temps, 3eme le Belge Théophile Beeckman à 4 minutes 20 secondes, 4eme dans sa roue le Belge Lucien Buysse, 10eme le Français Georges Cuvelier à 12 minutes 32 secondes. Le Belge Odile Taillieu 16eme à 18 minutes 40 secondes et son compatriote Albert Dejonghe 18eme à 20 minutes 40 secondes quittent le podium. Au classement général, 1er Lucien Buysse, 2eme Frantz à 1 heure 19 minutes, 3eme Cuvelier à 1 heure 34 minutes.
- 14 juillet : l'Italien Bartolomeo Aimo gagne en solitaire la 14eme étape du Tour de France Nice-Briançon qui emprunte les cols de la Colle Saint Michel, d'Allos, de Vars et de l'Izoard, 2eme le Belge Félix Sellier à 6 minutes 38 secondes, 3eme le Français Marcel Bidot à 13 minutes 5 secondes. Le Belge Lucien Buysse est 9eme à 27 minutes 2 secondes, 10eme le Luxembourgeois Nicolas Frantz même temps. Le Français Georges Cuvelier 17eme à 1 heure 20 quitte le podium. Au classement Général, 1er Lucien Buysse, 2eme Frantz à 1 heure 19 minutes, 3eme Aimo à 1 heure 22 minutes.
- 14 juillet : le Français Sébastien Piccardo gagne le Grand Prix d'Antibes.
- 16 juillet : le Belge Joseph Van Dam gagne au sprint, devant le groupe comprenant tous les favoris, la 15eme étape du Tour De France Briançon-Evian qui emprunte les cols du Galibier, du Télégraphe et des Aravis, 2eme le Belge Camille de Casteele, 3eme le Français Georges Cuvelier. Pas de changement en tête du classement général.
- 17 juillet : le Belge Camille Van de Casteele gagne au sprint la 16eme étape du Tour de France Evian-Dijon, 2eme le Belge Félix Sellier, 3eme le Français Georges Cuvelier, puis tout le peloton.
- 18 juillet : le Belge Aimé Dossche gagne au sprint la 17eme étape du Tour de France Dijon-Paris, 2eme le Belge Félix Sellier, 3eme le Français Marcel Bidot, puis tous les favoris à l'exception du Luxembourgeois Nicolas Frantz 13eme à 2 minutes 48 secondes. Le Belge Lucien Buysse remporte le Tour de France, 2eme Nicolas Frantz à 1 heure 22 minutes 25 secondes, 3eme l'Italien Bartolomeo Aimo à 1 heure 22 minutes 51 secondes. Lucien Buysse est le dernier membre du peloton d'avant la guerre de 1914-1918 à gagner un Tour de France.
- 25 juillet : l'Espagnol Ricardo Montero gagne le Tour des Asturies.
- 29 juillet : championnat du monde sur route à Milan (Italie). Le Français Octave Dayen remporte la course amateur.
- 24 juillet au 1er août : championnats du monde de cyclisme sur piste à Milan. Le Néerlandais Piet Moeskops est champion du monde de vitesse professionnelle pour la cinquième fois. L'Italien Avanti Martinetti est champion du monde de vitesse amateur.

### Août
8 août : 4e manche du championnat d'Italie sur route, l'Italien Costante Girardengo gagne le Tour de Vénétie pour la quatrième année d'affilée.
8 août : le Luxembourgeois Nicolas Frantz gagne le Tour du Pays basque.
15 août : l'Italien Pietro Linari gagne le Grand Prix de Genève pour la deuxième fois d'affilée.
22 août : le Belge Joseph Dervaes gagne le Grand Prix de l'Escaut.
22 août : l'Italien Ermanno Vallazza gagne la Coupe Placci.
22 août : le Français Achille Souchard conserve son titre de champion de France sur route.
28 août : le Français Victor Fontan gagne le Tour de Catalogne.
28 août : 5e manche du championnat d'Italie sur route, l'Italien Alfredo Binda gagne le Tour de Toscane.
31 août : le Belge Jan Mertens gagne la Coupe Sels.

### Septembre
5 septembre : l'Italien Nello Ciaccheri gagne le Tour de Reggio-Calabre pour la deuxième année d'arrivée. L'épreuve ne sera pas disputée en 1927 et reprendra en 1928.
7 septembre : l'Italien Emilio Petiva gagne le Tour d'Ombrie. L'épreuve ne sera pas disputée en 1927 et reprendra en 1928.
14 septembre : l'Italien Giuseppe Pancera gagne le Trophée Bernocchi.
14 septembre : le Belge Félix Sellier redevient champion de Belgique sur route.
16 septembre : le Belge Henri de Jaegher gagne le Championnat des Flandres.
16 septembre : l'Espagnol José Saura redevient champion d'Espagne sur route.

### Octobre
2 octobre : l'Italien Leonida Frascarelli gagne le Tour de Campanie.
10 octobre : 5e manche du championnat d'Italie sur route, l'Italien Alfredo Binda gagne Milan-Modène.
30 octobre : 6e manche du championnat d'Italie sur route, l'Italien Alfredo Binda gagne le Tour de Lombardie pour la deuxième fois d'affilée.

### Novembre
28 novembre : 7e manche du championnat d'Italie sur route, l'Italien Alfredo Binda gagne Rome-Naples-Rome. Il devient aussi champion d'Italie sur route.